# Schiedamse derby
De Schiedamse derby was een voetbalwedstrijd tussen de clubs Hermes DVS en SVV. Beide clubs komen uit de Zuid-Hollandse plaats Schiedam. Van 1950 tot het seizoen 1967/68 is de wedstrijd 14 keer gehouden. Na de sanering van het betaald voetbal in de zomer van 1971 verdween Hermes DVS naar het amateurvoetbal. SVV zou het nog een aantal keer schoppen tot de Eredivisie tot de fusie in 1991 met FC Dordrecht.

## Uitslagen
| Seizoen | Competitie             | Thuisploeg | Wedstrijd | Uitploeg   | Doelpuntenmakers                      | Doelpuntenmakers                                     |
| Seizoen | Competitie             | Thuisploeg | Wedstrijd | Uitploeg   | Thuisploeg                            | Uitploeg                                             |
| ------- | ---------------------- | ---------- | --------- | ---------- | ------------------------------------- | ---------------------------------------------------- |
| 1950/51 | Eerste klasse 1950/51  | Hermes DVS | 3–0       | SVV        | Joop Heijster (2x), Rinus Steenbergen |                                                      |
| 1950/51 | Eerste klasse 1950/51  | SVV        | 2–0       | Hermes DVS | Henk Könemann, Gerrit van Pelt        |                                                      |
| 1960/61 | KNVB beker 1960/61     | SVV        | 1–2       | Hermes DVS | Gerrit van Pelt                       | Ed van der Graaf (2x)                                |
| 1961/62 | KNVB beker 1961/62     | SVV        | 3–1       | Hermes DVS | Gerrit van Pelt (2x), Joop Herwig     | Theo van der Poel (p)                                |
| 1962/63 | Tweede divisie 1962/63 | Hermes DVS | 1–0       | SVV        | Theo van der Poel                     |                                                      |
| 1962/63 | Tweede divisie 1962/63 | SVV        | 1–1       | Hermes DVS | Eddy Koens                            | Hans Eijkenbroek                                     |
| 1963/64 | Tweede divisie 1963/64 | Hermes DVS | 1–1       | SVV        | Henk de Blok                          | Dick van Dijk                                        |
| 1963/64 | Tweede divisie 1963/64 | SVV        | 0–1       | Hermes DVS |                                       | Hans van Yperen                                      |
| 1964/65 | Tweede divisie 1964/65 | Hermes DVS | 0–3       | SVV        |                                       | Wout van Meeteren (2x), Dick van Dijk                |
| 1964/65 | Tweede divisie 1964/65 | SVV        | 2–1       | Hermes DVS | Dick van Dijk, Wout van Meeteren      | Gerard Slavenburg                                    |
| 1965/66 | Tweede divisie 1965/66 | Hermes DVS | 0–1       | SVV        |                                       | Dick van Dijk                                        |
| 1965/66 | Tweede divisie 1965/66 | SVV        | 2–4       | Hermes DVS | Dick van Dijk, Leen Hubert            | Cees van Kooten (3x), Piet van Mullem                |
| 1965/66 | KNVB beker 1965/66     | SVV        | 3–2       | Hermes DVS | Leen Hubert (2x), Maarten van Beek    | John Rost, Ben Smit                                  |
| 1967/68 | KNVB beker 1967/68     | Hermes DVS | 0–4       | SVV        |                                       | Ton Vorstenbos (2x), Harrie van Gent, Kees van Schie |

## Statistieken
| Wedstrijdenstatistieken | Wedstrijdenstatistieken | Wedstrijdenstatistieken | Wedstrijdenstatistieken | Wedstrijdenstatistieken | Wedstrijdenstatistieken | Wedstrijdenstatistieken |
| Competitie              | Wedst.                  | DVS                     | Gelijk                  | SVV                     | DDVS                    | DSVV                    |
| ----------------------- | ----------------------- | ----------------------- | ----------------------- | ----------------------- | ----------------------- | ----------------------- |
| Eerste klasse           | 2                       | 1                       | 0                       | 1                       | 3                       | 2                       |
| Tweede divisie          | 8                       | 3                       | 2                       | 3                       | 9                       | 10                      |
| KNVB beker              | 4                       | 1                       | 0                       | 3                       | 5                       | 11                      |
| TOTAAL                  | 14                      | 5                       | 2                       | 7                       | 17                      | 23                      |